# Конопниця (Поддембицький повіт)
Конопниця (пол. Konopnica) — село в Польщі, у гміні Вартковиці Поддембицького повіту Лодзинського воєводства.
Населення — 100 осіб (2011).
У 1975-1998 роках село належало до Серадзького воєводства.

## Демографія
Демографічна структура станом на 31 березня 2011 року:
|          | Загалом | Допрацездатний вік | Працездатний вік | Постпрацездатний вік |
| -------- | ------- | ------------------ | ---------------- | -------------------- |
| Чоловіки | 56      | 17                 | 33               | 6                    |
| Жінки    | 44      | 5                  | 25               | 14                   |
| Разом    | 100     | 22                 | 58               | 20                   |